# Jean-Pierre Gorkynian
Jean-Pierre Gorkynian, né à Montréal en 1986, est un écrivain québécois. Dans son travail, il traite des enjeux identitaires liés à l'immigration, plus particulièrement chez les adolescents de parents expatriés d'origine arabe.

## Biographie
Jean-Pierre Gorkynian est un écrivain québécois d’origine syrienne. Son premier roman Rescapé, publié en 2015, se remarque dans le paysage littéraire québécois et à l'international, notamment à Cuba, en Algérie et au Liban,,. 
Il s’ouvre à d’autres registres de narration, en combinant son expérience en théâtre, ce qui l'amène à fonder sa compagnie dans le cadre du festival Fringe de Montréal, d’Ottawa et du Saguenay. Il complète une formation en écriture de long métrage à l’Inis en 2016. Il anime à la même époque une chronique mensuelle «les DésOrientés», avec Éric Chouan sur les ondes de CHOQ où il aborde les thèmes de « littératures migrantes et immigrantes » du Moyen-Orient et de l’Afrique du Nord sous l’angle des trajectoires identitaires. 
En 2017 et 2018, il se rend à Alep, en Syrie, afin de documenter l’écriture de son deuxième roman Tireur embusqué. Il raconte cette aventure dans les pages du quotidien Le Devoir («Un Québécois, à la recherche de ses origines à Alep», «Sur la route d’Alep», ainsi que dans le Globe and Mail («A visit to Aleppo shows the story of Syria is still being written»).
En 2021, son roman Tireur embusqué est finaliste au Prix littéraire des collégiens. Invité à l'émission Plus on est de fous plus on lit sur la chaîne de Radio-Canada, il dit écrire pour réparer ses blessures identitaires, cherchant à comprendre la transmission intergénérationnelle du traumatisme lié à la violence depuis le génocide de 1915.
En 2023, il publie un nouveau roman intitulé Dissident. L'intrigue se déroule à Montréal, en 2033, et raconte l'histoire d'un jeune accusé d'activité terroriste par un système d'intelligence artificielle. Ce livre appartient au genre du roman d'anticipation (science-fiction). Il y aborde les thèmes de la cyberjustice, du radicalisme chez les jeunes et de la rébellion dans une société de surveillance. 

## Œuvres

### Romans
- 2015 : Rescapé (VLB éditeur)[13]
- 2020 : Tireur embusqué (Mémoire d’encrier)[14]
- 2023 : Dissident (Mémoire d'encrier) [15]

### Collaborations
- 2011 : Production & mise en scène Le Rire de la mer, texte de Pierre-Michel Tremblay.[réf. souhaitée]
- 2012 : Mise en scène Journée de noces chez les Cro-Magnons, texte de Wajdi Mouawad (Prix de la meilleure mise en scène, FQTA)[réf. souhaitée]
- 2018 : Scénarisation du court métrage Appelle-moi, avec A. Mathieu (Interpollis Productions)[16]
- 2025 : Scénarisation de la série La recette du bonheur, réalisée par Stéphane Moukarzel[17],[18]

### Œuvre numérique
- 2022-2024 : Poèmes pour survivre, Pavillons, feuilleton en 45 entrées[19].

## Prix et distinctions
- 2016 : Finaliste, Grand prix littéraire Archambault, pour Rescapé[20]
- 2016 : Finaliste, Prix du Festival du premier roman, pour Rescapé[21]
- 2021 : Finaliste, Prix littéraire des collégien·ne·s, pour Tireur embusqué[22]
- 2023 : Pré-finaliste, Prix du livre Lorientales, pour Tireur embusqué[23]